# Acanthonotozomopsis pushkini
Acanthonotozomopsis pushkini är en kräftdjursart. Acanthonotozomopsis pushkini ingår i släktet Acanthonotozomopsis och familjen Acanthonotozomellidae. Inga underarter finns listade i Catalogue of Life.